# بیلمینی
بیلمینی (به لهستانی:  Bilminy) یک روستا در لهستان است که در گمینا کوژنگتسا واقع شده‌است.